# Magnetberg

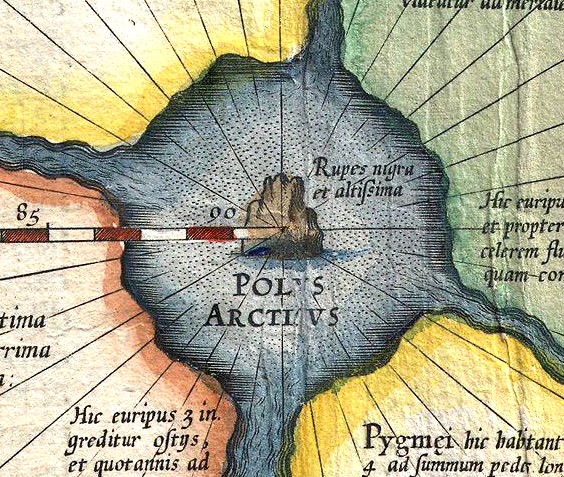
Der „Magnetberg“ (hier als Rupes nigra bezeichnet) am Nordpol. Ausschnitt aus einer Karte der Nordpolarregion von Gerhard Mercator (1512–1594).

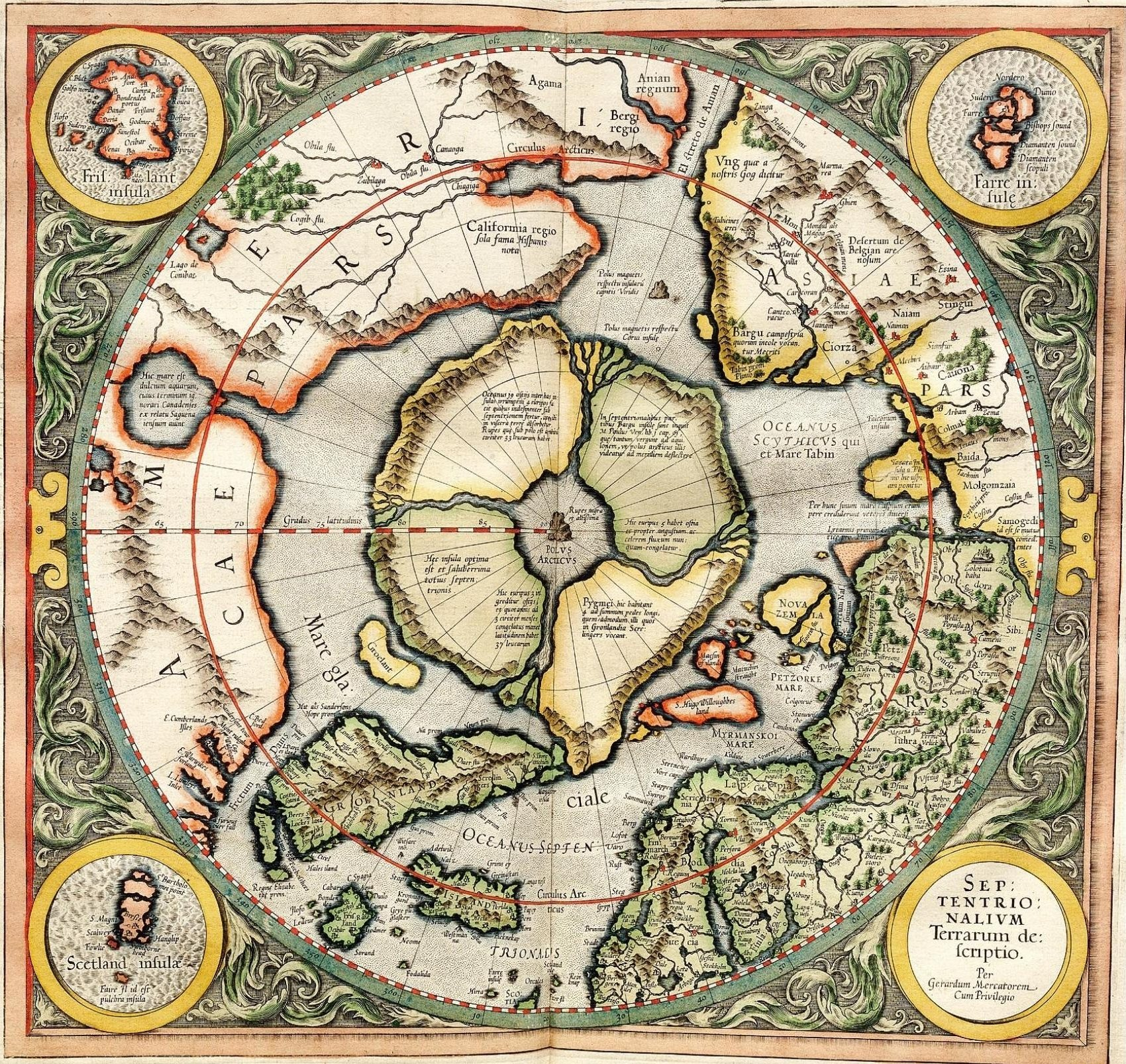
Mercator-Karte mit dem Rupes nigra in der Mitte; aber auch, oben Richtung Beringstraße, einem weiteren Magnetberg mit Bezug zu den Kapverdischen Inseln und einem weiteren eingezeichneten Magnetpol

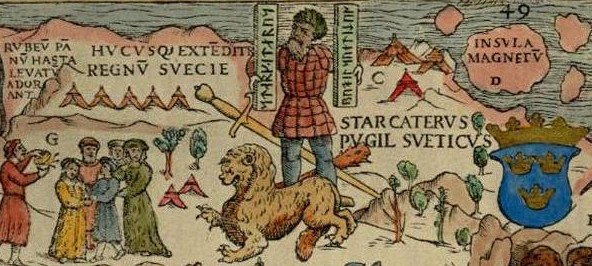
Detail der Carta Marina (1539) von Olaus Magnus mit der magnetischen Insel (Insula magnitu) im Nordpolarmeer

Die Bezeichnung Magnetberg ist auf einen Glauben an einen solchen Berg in der Arktis begründet, der vor allem im 16. Jahrhundert von Forschern als vermeintliche Tatsache wissenschaftlich zu untermauern versucht und in der Neuzeit zur Bezeichnung von Bergen mit hoher eigener magnetischer Polarität übernommen wurde.
Mindestens seit dem 12. Jahrhundert war den westeuropäischen Völkern der Magnetkompass bekannt und man vermutete im Hohen Norden die auslösende Ursache, eben einen starken Magneten. Entstanden ist diese Theorie durch ein Werk des Oxforder Franziskaners Nicholas of Lynne, der in seinem Werk Inventio Fortunata schon 1360 vom Magnetberg berichtete.
Als Meersage oder Seemannsgarn spielen um den Magnetberg sagenhafte Geschichten, in denen Schiffe angezogen werden oder diese wegen Verlust ihrer Eisennägel untergehen. Auch in der Geschichte von Sindbad dem Seefahrer, allerdings erst in den späteren Fassungen der Märchen aus Tausendundeiner Nacht, erreicht der Held den Magnetberg. Jules Verne verarbeitete diese Vorstellung in Abenteuer des Kapitän Hatteras. In modernen fiktiven Geschichten wie Jim Knopf und die wilde Dreizehn wird das Motiv erneut verwendet.
Der Begriff war im 16. Jahrhundert die Bezeichnung der arktischen Polarregion, bzw. es wurde in ihr ebendieser Magnetberg vermutet. Die Erdkarte des Johannes Ruysch aus dem Jahr 1508 enthält dazu weitere Informationen wie die Lage unterhalb des Nordpols und dass der Berg ein einziger Felsen sei mit einem Ausmaß von 33 deutschen Meilen. Um ihn herum befinde sich das Bernsteinmeer und darin vier Inseln, von denen zwei bewohnt seien. Der Berg bildet somit eine Insel und impliziert außerdem eine Theorie vom eisfreien Nordpolarmeer. Dies griff der englische Geograf Richard Hakluyt in seinem Werk The principal navigations, voyages and discoveries of the English Nation wieder auf. Gerhard Mercator beschrieb den Magnetberg 1577 in einem Brief an John Dee.
James Cook nannte eine bergige Insel vor der westaustralischen Küste Magnetic Island, weil er eine starke Kompassmissweisung registrierte. Alexander von Humboldt bezeichnete den Haidberg bei Zell im Fichtelgebirge als „Magnetberg“, nachdem er bei seinen geologischen Erkundungen festgestellt hatte, dass dessen serpentinitisches Gestein teilweise stark magnetisiert ist. Der Gabbro des Ilbes-Bergs im Frankensteinmassiv (Odenwald) zeigt ähnliche magnetische Eigenschaften, weshalb auch dieser Berg landläufig als „Magnetberg“ bezeichnet wird. Der wohl berühmteste real-existierende „Magnetberg“ befindet sich im Ural: Magnitnaja Gora (Магнитная гора) mit seiner Magnetit-Eisenerzlagerstätte gab der Stadt Magnitogorsk, einem Symbol für den Stalin’schen Umbau der Sowjetunion zu einer Industrienation, ihren Namen.

## Sagen und Erzählungen
- Sindbad, Tausendundeine Nacht, Meersagen
- Jules Verne: Abenteuer des Kapitän Hatteras. 1875.
- Michael Ende: Jim Knopf und die Wilde 13. Thienemann, Stuttgart seit 1962 in verschiedensten Ausgaben, aktuelle NA: ISBN 978-3-522-17651-4; Taschenbuchausgabe: Carlsen, Hamburg 2014, ISBN 978-3-551-31307-2.